# Ним
 Тази статия е за града в Южна Франция.  За окръга вижте Ним (окръг).  За Националния исторически музей на България вижте НИМ.
Ним (на френски: Nîmes) е град в Южна Франция. Градът е център на департамента Гар. Намира се в подножието на малката планина Гариг (на френски: Garrigues, от думата la garrigue, която идва от провансалския език и означава един вид местност, покрита с храсталаци и скали типична за тази област). Има около 146 500 жители (2007).

## История
От историческа гледна точка, Ним е основан през 120 г. пр.н.е. от римляните. През 1185 г., Ним става част от тулузкото графство. После, през 1229 г. става част от френското кралство.

## Туризъм
Туризмът е доста развит поради многобройни останки от римската цивилизация като амфитеатърът, т.нар. Квадратна къща (la Maison carrée, един бивш римски храм), храмът на богинията Диана или Голямата кула (la tour Magne). Друга причина за успешната туристическа дейност е приятния климат, защото Ним се намира на около 45 km на север от Средиземно море. Има много слънце и зимите са сравнително меки. Най-големия френски град до Ним е Марсилия, на около 125 km на югоизток. Друг голям град е Монпелие, на около 50 km на югозапад.

## Побратимени градове
- Верона, Италия
- Престън, Англия